# Gcaleka laticephala
Gcaleka laticephala är en insektsart som beskrevs av Naudé 1926. Gcaleka laticephala ingår i släktet Gcaleka och familjen dvärgstritar. Inga underarter finns listade i Catalogue of Life.